# Honey (Fear the Walking Dead)
«Cariño» —título original en inglés: «Honey»—  es el quinto episodio de la sexta temporada de la serie de televisión posapocalíptica, Fear the Walking Dead, emitido por el canal AMC el 8 de noviembre de 2020. El episodio fue escrito por Ashley Cardiff y dirigido por Michael E. Satrazemis.

## Trama
Dwight y Sherry pasan la noche y ella comienza a leer las cartas que le escribió. Dwight toma su última dosis de medicina para combatir la peste bubónica, luego recibe una llamada de radio de Hill que lo interrumpe, solicitando que regrese a Al con las cintas para Virginia, dándole un plazo de 48 horas. Sherry se levanta y desaparece y oye ruidos extraños, lo que lo lleva a tomar su hacha e investigar a dónde ocurrió. Un individuo enmascarado está parado afuera de la puerta principal y huye y de repente más individuos enmascarados lo capturan.
En un skatepark, Dwight está cautivo. De repente, aparecen los hombres enmascarados. Dwight se libera y sostiene uno a punta de pistola, amenazándolo donde está Sherry. De repente, varios hombres desde arriba apuntan con sus armas a Dwight, y Sherry aparece y le dice que todo está bien, revelando que ella es parte de los hombres enmascarados. Ozzie, un miembro de los enmascarados, amenaza a Dwight con matar a Al, si no le da información sobre el paradero de Virginia, pero honestamente lo niega. Rollie aparece de repente y solicita de esto, y liberan a Al. El grupo confía en Dwight y Sherry le explica que su grupo se rebela contra la orden de Virginia y que su objetivo es derribar el camión SWAT. Al explica que no pueden destruir la camioneta. Al, revela que es mejor tomarla, el asalto al camión se logra con éxito con la inesperada ayuda de Morgan.
El grupo se reúne en el skatepark y Morgan les da información sobre una nueva comunidad. Sherry le explica a Morgan que planea matar a Virginia para salvar la vida de su grupo. Morgan se niega a participar, porque sabe que habrá demasiadas bajas y que ya había vivido esta experiencia, refiriéndose a Negan. Dwight interroga violentamente al pionero capturado usando un lobo para atacarlo, pero Morgan lo detiene. Al día siguiente, Dwight y Morgan discuten el plan para matar a Virginia. Dwight insinúa que no tiene la intención de retroceder. Sherry convence a Dwight para que dé otro informe y Dwight procede a encontrarse con Hill. Sherry encierra a Dwight, Morgan y Al para continuar con el ataque a Virginia.
Por la noche, Morgan convence a Dwight de detener a Sherry. Dwight logra soltarse y los hombres de Virginia llegan al lugar. Cuando están a punto de atacar, Dwight logra llegar a donde está Sherry y la convence y ella acata a regañadientes y se logra detener el ataque a los hombres de Virginia. Más tarde, Morgan y Al convencen a Dwight de que los acompañe y decide acompañarlos fuera del centro de la ciudad. Morgan se presenta a la gente en el centro del edificio quienes aparecieron repentinamente. Morgan les dice a todos que adonde vayan requerirá "mucho trabajo". Todo el mundo está dentro y Dwight le deja una pista a Sherry para localizarlo.

## Recepción
David S.E. Zapanta de Den of Geek! le dio una calificación de 3 de 5 calificaciones y durante su revisión, y escribió: "Me gustaría poder decir que "Honey" es tan satisfactorio como los episodios anteriores esto, especialmente dado el talento de pedigrí detrás de la cámara. Michael E. Satrazemis dirigió “Laura” de la cuarta temporada  y “Close Your Eyes ”, que se encuentran entre los mejores del programa y la escritora Ashley Cardiff escribió el excelente “Leave What You Don't” de la temporada pasada, tal vez todo se reduzca a que el universo de Walking Dead es incapaz de mantener un cambio positivo y duradero, dejando a los espectadores con la sensación de haber estado allí, hecho eso. Después de todo, incluso si nuestros héroes logran derrotar a Ginny, ya sé que otro villano estará esperando para ocupar su lugar." Paul Daily escribiendo para TV Fanatic le dio una calificación de 4.5 de 5 calificaciones y elogió el episodio y escribió: "El mayor cumplido que puedo darle a "Honey" es lo bien que la tensión dio entre las diferentes facciones alcanzó el punto de ebullición." Emily Hannemann de TV Insider lo dio una calificación de 4.5 de 5 calificaciones y elogió el episodio, y escribió: "Otra buena entrega en una mitad de temporada en donde cada episodio ha sido extremadamente visible, independientemente de los cambios que hizo Fear detrás de escena, al menos hasta ahora, parece que estan trabajando bien."

### Calificaciones
El episodio fue visto por 1,24 millones de espectadores en los Estados Unidos en su fecha de emisión original, debajo del episodio anterior.